# Taste My Pain
A Taste My Pain egy magyar metalegyüttes Nagykanizsáról. A 2006-ban alakult zenekar tízéves pályafutása alatt 2 nagylemezt és 2 mini-albumot adott ki. Stílusuk kezdetben groove/thrash metal, később grindcore volt.

## Történet
A zenekart Pető Zsolt (basszusgitár), Rikli Balázs (gitár), Borcsek Márk (dob) és Major Mihály (gitár) alapította. 2006. február 26-án került sor az első próbára. Énekes híján Pető és Major álltak be a mikrofonok mögé. Májusban csatlakozott a zenekarhoz Major Ferenc, mint perkás és Kercsmár Gyula énekes. A stílust groove/thrash metalként lehetett meghatározni, törzsi vonásokkal. 2006 augusztusában megtörtént a bemutatkozó fellépésük, majd Kercsmár távozott. Nem sokkal később a zenekar megvált Rikli Balázs gitárostól is. Árvai Attila lett a zenekar új szólógitárosa, ezzel 2006 októberére stabilizálódott a felállás, és ezután indult be jobban a koncertezés.
2007-ben a Ka-Rock Alapítvány támogatásával eljuthattak más városokba is Nagykanizsán kívül. Júniusban megrendezésre került Nagykanizsán az I. Csóstock Fesztivál, ahol az Akela előtt léptek fel. Ezután stúdióba vonultak, amelynek eredményeképp 2007 októberében elkészült a zenekar első demója. Október 13-án meghívást kaptak a Leukémia Fesztivál siófoki állomására. 2008 elején Árvai kilépett a zenekarból, stílusbeli eltérések miatt. Helyét Babics István vette át, mint ritmusgitáros. Szeptemberben kiadták szerzői kiadásban a második anyagukat, a Nuclear Winter című EP-t. Hallható a CD-n egy érdekesség, a Scary Dreams című számuk drum and bass/ambient stílusú remixe.
2009 februárjában a zenekar nem túl jókedvűen ünnepelte 3. születésnapját, mivel Pető Zsolt nem tudta folytatni velük a zenélést. Krimmel Gábor lett az új basszusgitáros, akit az egykori Self-Destructionból ismerhetett a közönség, a másodénekesi teendőket pedig Babics vette át. A zenekar bemutatkozó albumának felvételei július-augusztusban zajlottak, és a Redemption című anyag 2009 novemberében jelent meg. A lemezfelvétel és a megjelenés között szeptemberben a dobos Borcsek Márk elhagyta a zenekart, ami ezt követően átszerveződött. Major Ferenc felhagyott a perkázással és ő lett az új dobos. Ezzel együtt pedig Babics elvállalta az énekesi szerepet, és Major Mihály maradt az egyedüli gitáros. Innentől durvult a zene, elhagyták a törzsi stílusjegyeket és inkább a thrash metalra koncentráltak.
2010 tavaszától újra koncertképes volt a Taste My Pain. Májusban megjelent a Thrash Is Alive válogatás, a III. Műszak és a Vaskarc gondozásában, melyen az Obtuse című számmal szerepeltek. 2010 augusztusában Erdélybe utaztak, ahol Sepsiszentgyörgyön és Maksán volt 1-1 koncertjük a Muerte Cara-val. A 2011 áprilisi kanizsai koncerten játszott utoljára az együttesben Krimmel Gábor basszusgitáros. Nem sokkal később megtalálták az új tagot, júniustól Dörnyei Richárd lett a Taste My Pain új basszusgitárosa. Szeptemberben az Inquisitor Tour 2011 keretén belül Nagykanizsára érkezett a Helgrind (GB) és a Mutator (GB), ezen a koncerten előzenekarként felléphetett a Taste My Pain is.
2012 októberében álltak neki az új lemez felvételeinek a nagykanizsai Demton Hangstúdió falai között. Ennek eredményeképp 2012 december végén elkészült a zenekar második nagylemeze, amely a Hiába élsz címet kapta. 2013 tavaszán leforgatták első videóklipjüket az Új Hold, új Nap című dalukhoz a Tormasi Productions stábjával. Augusztusban változások történtek a zenekaron belül: Babics helyére Marxer Balázs érkezett énekesnek, aki a zenekar egy régi barátja volt. Emellett visszajött Árvai Attila gitáros, így újra öten lettek.
2014 januárjában megjelent a Posthuman Productions webzine új száma, mellé egy válogatás CD, amelyre rákerült az Új Hold, új Nap. Márciusban Árvai ismét elhagyta a zenekart, de nem kerestek a helyére új gitárost, maradt a négyes felállás. Ebben az időben kezdtek el grindcore elemeket vinni a zenéjükbe. 2015-ben az új anyag készen állt a felvételre, amikor az énekes Marxer a nyár elején elhagyta a zenekart. Trióban folytatták tovább, és ebben a felállásban került rögzítésre a Két diáklány lakik egy lakásban című EP is.
2016 októberében a zenekar bejelentette feloszlását.

## Tagok
Utolsó felállás
- Major Mihály – gitár (2006–2016), ének (2006–2009, 2015–2016)
- Major Ferenc – perka (2006–2009), dob (2009–2016)
- Dombai László – basszusgitár (2015–2016)

Korábbi tagok
- Rikli Balázs – gitár (2006)
- Kercsmár Gyula – ének (2006)
- Árvai Attila – gitár (2006–2008, 2013–2014)
- Pető Zsolt – basszusgitár, ének (2006–2009)
- Borcsek Márk – dob (2006–2009)
- Krimmel Gábor – basszusgitár (2009–2011)
- Babics István – gitár (2008–2009), ének (2009–2013)
- Dörnyei Richárd – basszusgitár (2011–2015)
- Marxer Balázs – ének (2013–2015)

## Diszkográfia
Stúdióalbumok
- Nuclear Winter (EP, 2008)
- Redemption (2009)
- Hiába élsz (2012)
- Két diáklány lakik egy lakásban (EP, 2015)

Válogatásokon szereplés
- III. Műszak - Válogatás Vol. 4. (2010)
- Posthuman Compilation Vol VI. (2014)

## További információ
A zenekar hivatalos Facebook oldala